# Лаврик Микола Іванович
Микола Іванович Лаврик (нар. 30 червня 1952, с. Коровинці, Недригайлівського району, Сумської області) — Голова Сумської обласної державної адміністрації, (2005, 2008—2010 рр.), заступник голови ПППУ; віце-президент УСПП (з травня 2004), народний депутат України 8-го скликання (з 27 листопада 2014 року).

## Освіта
Закінчив Роменський індустріальний технікум та Харківський державний університет (1988), економіст, «Фінанси та кредит».

## Трудова діяльність
- 04.-09.1971 — гідроробітник, машиніст Балахівського вугільного розрізу комбінату «Олександріявугілля».
- 03.-07.1972 — майстер Плавинищівського міжколгоспний цегельний заводу Роменського району.
- 08.-10.1972 — майстер Дюкинського кар'єру з видобутку вапняного каменю та щебеню Судогодському кар'єроуправління Владимирської області.
- 10.1972-11.1974 — служба в армії.
- 11.-12.1974 — майстер Судогодського кар'єроуправління.
- 01.1975-07.1981 — механік виробничої дільниці, начальник цеху Верхньодніпровського кар'єроуправління ВО «Дніпронерудпром».
- 07.1981-08.1982 — майстер, в.о. старшого виконроба Роменського ШБУ № 29.
- 08.1982-04.1983 — старший інженер Управління виробничо-технічної комплектації тресту «Харківшляхбуд» при Роменському ШБУ № 29.
- 04.1983-03.1986 — заступник директора з комерційних питань Роменської взуттєвої фабрики № 5.
- 04.1986-07.1987 — начальник Роменське ШБУ № 29 Харківського тресту з будівництва шляхів.
- 07.1987-1994 — директор Роменської взуттєвої фабрики.
- З 1994 — генеральний директор Роменського колективного взуттєвого підприємства (з 1997 — виробничо-торговельне об'єднання «Талан»).
- 10.2000-12.2003 — перший заступник Роменського міського голови.
- 12.2003-02.2005 — голова ради директорів, віце-президент ТОВ «Талан», м. Ромни.
- 04.02.-12.12.2005 — голова Сумської облдержадміністрації[3][4].
- 12.12.2005-10.07.2007 — голова Чернігівської облдержадміністрації[5][6].
- 09.2007-04.2008 — радник Президента України[7][8].
- 07.04.2008-19.02.2009 — в.о. голови Сумської облдержадміністрації[9].

Член Ради національної безпеки і оборони України (25 травня — 11 липня 2007).

## Депутатство
30 жовтня 2014 року був обраний народним депутатом України 8-го скликання
Увійшов до депутатської фракції партії Блок Петра Порошенка «Солідарність»
- Член Комітету Верховної Ради України з питань податкової та митної політики
- Керівник групи з міжпарламентських зв'язків з Туркменістаном
- Секретар групи з міжпарламентських зв'язків з Республікою Іран
- Член групи з міжпарламентських зв'язків з Королівством Марокко
- Член групи з міжпарламентських зв'язків з Королівством Саудівська Аравія
- Член групи з міжпарламентських зв'язків з Азербайджанською Республікою
- Член групи з міжпарламентських зв'язків з Республікою Казахстан
- Член групи з міжпарламентських зв'язків з Китайською Народною Республікою[10].

Виходячи з даних аналітиків ІА «Слово і Діло» за час перебування Микола Лаврик на посаді народного депутата VIII скликання ВРУ, зміг виконати 0 % обіцянок.

## Нагороди
Заслужений працівник промисловості України (1994).
Орден «За заслуги» III (1997), II ступенів (2002).
Орден князя Ярослава Мудрого V ступеня (2009).
Державний службовець 1-го рангу (червень 2005).

## Родина
Одружений, має доньку.